# Society of Southwestern Entomologists
Society of Southwestern Entomologists – regionalne, towarzystwo entomologiczne skupiające naukowców z południowo-zachodnich Stanów Zjednoczonych oraz Meksyku. Założone zostało w 1976 roku pod nazwą Southwestern Entomological Society. Zmiana nazwy na obecną dokonała się w 2003 roku i podyktowana była pomyłkami z Southwestern Branch of the Entomological Society of America.
Głównym celem towarzystwa jest publikowanie regionalnego czasopisma naukowego Southwestern Entomologist, które ukazuje się 4 razy w roku: w marcu, czerwcu, wrześniu i grudniu.
Obecnie w zarządzie znajdują się: Jesus Esquivel (prezydent w latach 2010-11), Allen Knutson (sekretarz) oraz Bonnie Pendleton (redaktor).
Logo towarzystwa przedstawia chrząszcza Zopherus nodulosus haldemani.

## Byli prezydenci
W latach 1976–2004 prezydentami stowarzyszenia byli kolejno:
- 1976 – W. F. Chamberlain
- 1977 – H. R. Burke
- 1978 – M. R. Wheeler
- 1979 – F. E. Gilstrap
- 1980 – W. H. Gibson
- 1981 – W. H. Newton
- 1982 – D. E. Bay
- 1983 – J. D. Lopez Jr.
- 1984 – R. W. Meola
- 1985 – D. L. Bull
- 1986 – T. W. Fuchs
- 1987 – R. L. Harris
- 1988 – D. R. Rummel
- 1989 – W. P. Morrison
- 1990 – R. E. Wright
- 1991 – M. K. Harris
- 1992 – J. E. Slosser
- 1993 – C. R. Ward
- 1994 – P. D. Lingren
- 1995 – J. Cocke Jr.
- 1996 – J. J. Ellington
- 1997 – J. R. Coppedge
- 1998 – J. Michels
- 1999 – J. A. Webster
- 2000 – R. D. Parker
- 2001 – J. D. Burd
- 2002 – J. A. Jackman
- 2003 – B. M. Drees
- 2004 – J. Edelson